# Майкі (Вармінсько-Мазурське воєводство)
Майкі (пол. Majki, нім. Mäken) — село в Польщі, у гміні Пасленк Ельблонзького повіту Вармінсько-Мазурського воєводства.
Населення — 69 осіб (2011).
У 1975-1998 роках село належало до Ельблонзького воєводства.

## Демографія
Демографічна структура станом на 31 березня 2011 року:
|          | Загалом | Допрацездатний вік | Працездатний вік | Постпрацездатний вік |
| -------- | ------- | ------------------ | ---------------- | -------------------- |
| Чоловіки | 34      | 7                  | 27               | 0                    |
| Жінки    | 35      | 4                  | 24               | 7                    |
| Разом    | 69      | 11                 | 51               | 7                    |